# Psephoderma alpinum
Lo psefoderma (gen. Psephoderma), il cui nome deriva dal greco ψῆφος (psepho: "ciottolo") e δέρμα (derma: "pelle"), è un genere estinto di placodonte vissuto nel Triassico medio-superiore, circa 242-202 milioni di anni fa (Anisico-Retico), i cui resti sono stati ritrovati in Europa e in Medio Oriente.

## Descrizione
L'aspetto di questo animale ricordava vagamente quello di una tartaruga. il corpo era largo e piatto, coperto da una corazza discoidale simile a quella delle tartarughe. I fossili più antichi di questo animale sono anche quelli di dimensioni maggiori: l'esemplare più grande era lungo quasi due metri. Il cranio dell'animale, posteriormente, era largo e piatto, e ospitava una dentatura costituita da denti bulbosi; anteriormente, invece, il muso si restringeva e si assottigliava. Le zampe erano anch'esse piatte, e le falangi erano allargate. Le zampe posteriori avevano perso mobilità, e avevano la funzione di pagaie. Lo scheletro era poco ossificato.

### Cranio

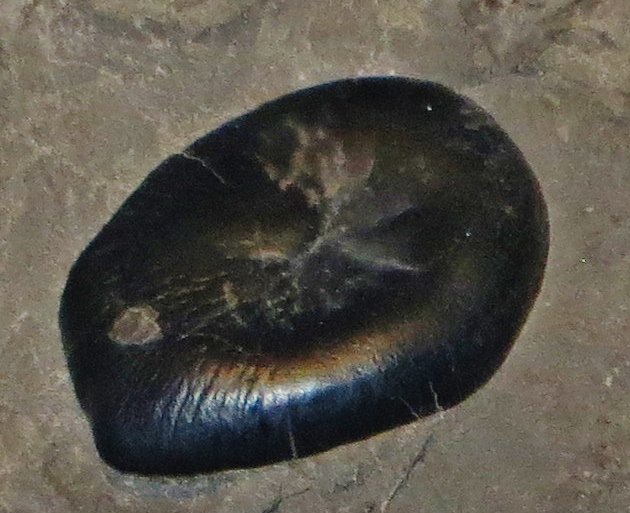
Dente di P. alpinum

Il cranio è di forma triangolare, appiattito dorsoventralmente; i premascellari sono privi di denti, molto stretti e allungati, e formavano un rostro tagliente; le loro porzioni posteriori si inseriscono tra le parti anteriori dei frontali; le ossa mascellari sono ben sviluppate, e fanno parte del margine anteriore delle aperture nasali; le ossa frontali sono strette, e delineano gran parte del margine dorsale delle orbite; il parietale è spaiato e possiede un forame ben sviluppato vicino al suo margine anteriore; gli ossi squamosi sono piatti, grandi e con un processo posteriore ben sviluppato e assottigliato distalmente. Il quadratojugale è robusto, e forma la maggior parte del margine laterale della finestra temporale. Le ossa palatine sono più grandi degli pterigoidi. La mandibola è robusta, con un grande osso dentale che anteriormente ricalca la forma del rostro premascellare, mentre posteriormente è ampio, dove sono presenti su ogni ramo della mandibola due denti grandi e piatti. Altri due denti piatti e trituranti sono presenti sulla mascella e sull'osso palatino; i denti palatini posteriori sono enormemente sviluppati.

### Scheletro postcranico

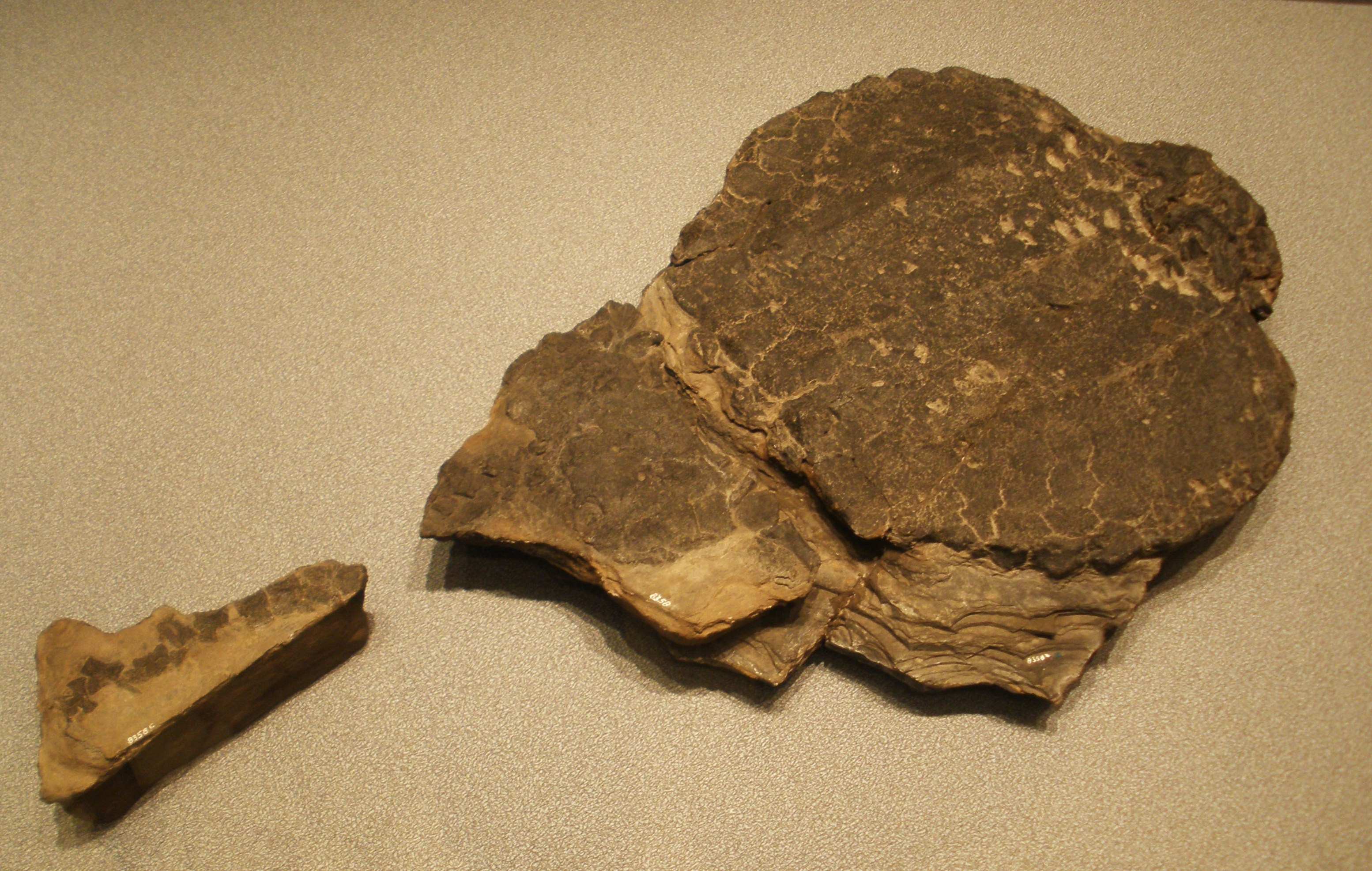
Scheletro e carapace di P. alpinum

La colonna vertebrale è costituita da 5 vertebre cervicali, 15 dorsali, 3 sacrali e fino a 60 vertebre caudali. Le vertebre cervicali sono brevi, con basse spine neurali, con brevi zigapofisi e parapofisi ben sviluppate, sporgenti lateralmente. I centri vertebrali caudali portano basse spine neurali e brevi chevron. Il cinto scapolare è poco sviluppato, tranne la scapola che mostra una lama scapolare robusta e verticale. Il cinto pelvico possiede un ileo piuttosto alto e robusto, mentre il pube e l'ischio sono arrotondati. L'omero è robusto, con una testa prossimale spessa, mentre la parte distale è allargata e appiattita. Il femore ha circa la stessa lunghezza dell'omero; tibia e perone sono più lunghi di radio e ulna, e vi è uno spazio interosseo ben sviluppato; il tarso comprende astragalo, calcagno e quarto tarsale distale arrotondati; il primo metatarso è corto e allargato, i restanti quattro sono dritti. Le falangi del piede sono brevi, quelle più distali arrotondate e più largo che lunghe; la formula falangeale per il piede è 2, 3, 3, 3, 2.
Il carapace è arrotondato, robusto, ampio e molto piatto; la regione sacrale non è coperta da alcuna armatura, ed è seguita da una piastra caudale espansa proprio alla base della coda. Sia il carapace che la piastra caudale sono costituiti da piccoli osteodermi esagonali, probabilmente coperti in vita da scudi cornei. Tre creste longitudinali, costituite da osteodermi carenati, sono presenti sul carapace e sulla piastra caudale. Non c'è piastrone sulla superficie ventrale del corpo, ma il ventre è protetto da circa 25 gastralia robusti.

## Classificazione

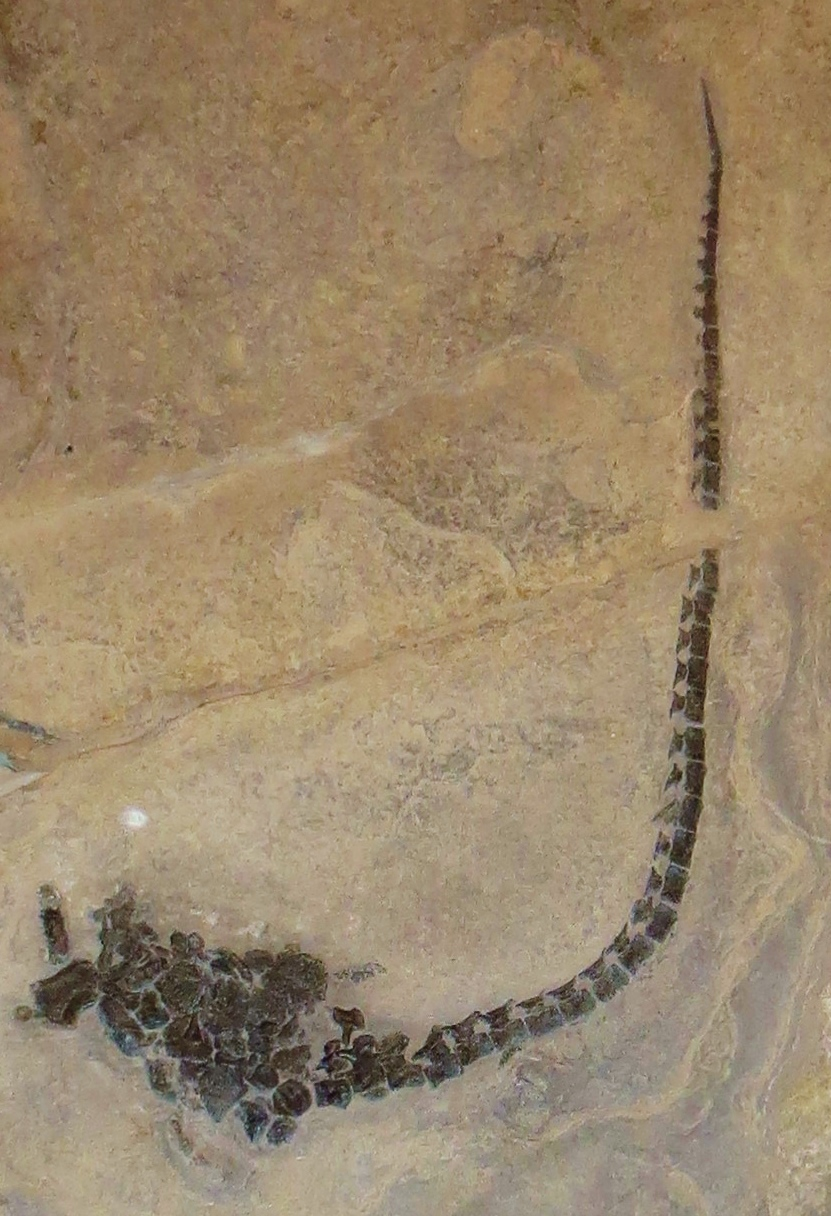
Parte caudale di P. alpinum fossilizzata

Il genere Psephoderma venne istituito da Hermann von Meyer nel 1858, sulla base di frammenti di carapace ritrovati nella formazione Koessen nelle Alpi Bavaresi (Germania), in terreni provenienti dal Retico. La specie tipo, Psephoderma alpinum, è stata poi rinvenuta in altri luoghi, soprattutto in Svizzera e in Italia. In particolare, In Italia Psephoderma è ben conosciuto grazie ad alcuni scheletri eccezionalmente conservati provenienti dai Calcari di Zorzino, nei pressi di Bergamo, risalenti al Norico. Sulla base di questi ritrovamenti, Giovanni Pinna è stato in grado di stabilire che altri placodonti del Norico - Retico conosciuti per frammenti (Placochelyanus stoppanii, Placochelys malanchinii e Placochelys stoppanii) erano a tutti gli effetti degli esemplari di Psephoderma alpinum.
Un'altra specie, P. anglicum, è stata descritta dallo stesso von Meyer nel 1864 e proviene dall'Inghilterra, ma è nota per osteodermi isolati di scarso o nullo valore diagnostico. Una presunta terza specie, P. sculptata, è nota per frammenti di carapace ritrovati nella regione del Negev in Israele, in terreni più antichi (Anisico) (Rieppel, 2002).
Psephoderma appartiene al gruppo estinto dei placodonti, rettili saurotterigi esclusivi del Triassico. In particolare, questo animale è stato ascritto ai ciamodontoidi (Cyamodontoidea), comprendenti i placodonti più specializzati e dotati di corazza. Animali simili a Psephoderma includono Placochelys, Cyamodus e l'ancor più corazzato Henodus. Lo Psephoderma sembrerebbe rappresentare il ciamodontoide più derivato.

## Paleobiologia
Questo animale viveva nelle acque costiere del grande mare di quel tempo, la Tetide, cibandosi di molluschi, le cui conchiglie venivano frantumate dai suoi denti piatti. Lo psefoderma non era abituato a spostarsi sulla terraferma e preferiva rimanere in ambienti strettamente acquatici, come lagune o mari poco profondi; anche qui, comunque, il suo era un nuoto lento.